# 亨利·艾維斯
亨利·約翰·艾維斯（Henry John Elwes，1846年5月16日—1922年11月26日）為英國植物學家、昆蟲學家、作家、收藏家，以及背包客。
最著名的事蹟為曾在喜馬拉雅山與朝鮮半島採集到百合的標本，並於1897年獲得維多利亞榮譽獎章，同時也是皇家園藝學會會員中獲得此獎章的第一人。
現今位於倫敦的自然史博物館中，藏有艾維斯一生所收集約30,000件的蝴蝶標本，其中包含11,370件古北界內的蝴蝶標本。

## 延伸連結
- View digitized titles by Henry John Elwes in Botanicus.org （页面存档备份，存于）
- Lepidopterology Biography.
- The Trees of Great Britain & Ireland at Internet Archive.